# Nacarina sanguinea
Nacarina sanguinea är en insektsart som först beskrevs av Luisa Eugenia Navas 1920.  Nacarina sanguinea ingår i släktet Nacarina och familjen guldögonsländor. Inga underarter finns listade i Catalogue of Life.